# Otochilus
Otochilus é um género botânico pertencente à família das orquídeas (Orchidaceae).